# Placid Grebenc
Placid (Alojz) Grebenc, slovenski duhovnik, * 12. junij 1909, Dolenje Laze pri Ribnici, † 24. oktober 1943, Grčarice.

## Življenje
Rodil se je v družino, ki je imela devet otrok. Po obiskovanju ljudske šole je odšel v cistercijanski samostan v Stično, kjer je tudi obiskoval gimnazijo, izpite je opravil na državni gimnaziji v Ljubljani. Izbral si je redovno ime Placid, po študiju teologije je bil 19. decembra 1931 posvečen v duhovnika. Od leta 1934 do 1943 je opravljal službo samostanskega ekonoma (gospodarja). 
10. septembra, je po službeni dolžnosti odšel v Ljubljano z vlakom, ki so ga zajeli partizani. Ko so bili skupaj z drugimi zajetimi člani vaške straže na transportu proti Trebnjem, so pričakovali smrt. Pater Placid je takrat izjavil: "Na jasnem smo si vsi, kaj nas v Trebnjem čaka. Edino, kar me moti je, da bom padel pod kroglo Slovenca. Rad bi umrl, ako bi me streljal badoglievec."
Z drugimi zajetimi se je zagovarjal pred sodiščem Cankarjeve brigade. Dosegli so skorajšnjo izpustitev ob izjavi, da se bodo prostovoljno javili v partizane. Ponovno je bil vrnjen v Stično, kjer je bil do partizanske osvojitve Turjaka. Po tistem so patra Placida in kurata Kraljiča odpeljali najprej v Trebnje in nato v Novo mesto, kjer so ju javno sramotili. Odpeljan je bil v Kočevje, kjer je bil od 13. do 19. oktobra zaprt v temnici. Ob pritiskanju nemške vojske so ga partizani 22. oktobra odpeljali čez Jelendol v Grčarice, kjer so ga zaprli v župnišču. 
V nedeljo, 24. oktobra ob osmih zjutraj so ga skupaj z begunjskim župnikom Viktorjem Turkom odpeljali na morišče.
Eno leto po njegovi smrti je skupina domobrancev odkopala umorjene, med navzočimi je bil tudi njegov brat, p. Maver (Jožef) Grebenc, ki je bil tudi posvečen v duhovnika in z redovnim imenom Maver služil v istem samostanu.
V hosti je bil grob v katerm je bilo 23 trupel, večina je bila ustreljena v tilnik, p. Placid pa je bil verjetno pobit s kamenjem.
Izkopan je bil 11. avgusta 1944 in nato v nedeljo, 13. avgusta slovesno pokopan na ribniškem pokopališču v Hrovači. Skupni grob pobitih so kasneje komunisti zravnali z zemljo.
Da je bil razlog usmrtitve patrovo nasprotovanje brezbožnemu komunizmu, kaže zapis o njem v stiškem Nekrologu (original v latinščini): "Leta 1943 je umrl pater Placid Grebenc, ekonom, ki so ga zaradi odločnega nasprotovanja brezbožnemu komunizmu po kapitulaciji Italije komunisti zaprli in ga v ječi hudo mučili mesec dni, potem pa ga v nekem gozdu blizu Grčaric zločinsko ubili. Bil je star 34 let, redovnik 18, duhovnik 12 let. Njegovo telo so 12. avgusta 1944 izkopali, slovesno prenesli in naslednjega nedeljskega dne pokopali na pokopališču njegove rojstne fare Ribnica, kjer pričakuje slavno vstajenje z mnogimi drugimi borci za vero in domovino, ki so bili obenem ubiti."